# Kamil Wnuk
Kamil Wiesław Wnuk (ur. 22 maja 1984 w Sosnowcu) – polski polityk i samorządowiec, poseł na Sejm X kadencji.

## Życiorys
Uzyskał wykształcenie średnie ogólne. Pracował w fabryce części samochodowych, zajął się też prowadzeniem własnej działalności gospodarczej. Następnie zawodowo związany z branżą zarządzania nieruchomościami, został zatrudniony w ADM Chorzów. Działacz regionalnego stowarzyszenia Forum dla Zagłębia Dąbrowskiego.
W wyborach w 2014 z ramienia lokalnego komitetu uzyskał mandat radnego Sosnowca. W 2018 z powodzeniem ubiegał się o reelekcję. W 2022 objął funkcję wiceprzewodniczącego rady miejskiej. Dołączył do Polski 2050 Szymona Hołowni, powołano go na sekretarza regionu śląskiego partii.
W wyborach parlamentarnych w 2023 został wybrany do Sejmu X kadencji z okręgu sosnowieckiego, startując z pierwszego miejsca na liście Trzeciej Drogi i zdobywając 16 310 głosów.

## Życie prywatne
Syn Wiesława i Elżbiety. Żonaty z Agnieszką, ma troje dzieci. Zamieszkał w Sosnowcu.